# Zeebos
Het Zeebos is een provinciedomein in de Belgische provincie West-Vlaanderen, gelegen langs de grens tussen Zeebrugge en Uitkerke, tussen de Zeebruggelaan en de Koninklijke Baan. Het bos werd aangeplant als groene buffer tussen Blankenberge enerzijds en de Zeebrugse Strandwijk en het Brugse havengebied anderzijds. Ten noorden van het Zeebos ligt het natuurgebied De Fonteintjes.
Enkele van de Blankenbergse jeugdbewegingen maken gebruik van de lokalen die midden in het bos staan.